# Кирибатийско-кубинские отношения
Кирибатийско-кубинские отношения — двусторонние дипломатические отношения между Кирибати и Кубой. 
Отношения между странами были установлены в 2000-х годах. Как и другие страны Океании, Кирибати получает кубинскую медицинскую помощь. Двусторонние отношения между Южной Таравой и Гаваной следует рассматривать в рамках региональной политики региональной политики Кубы в Океании.

## Кубинская помощь
В 2007 году в Кирибати прибыло 16 врачей, оказывающих специализированную медицинскую помощь, и ещё 16 должны были присоединиться к ним. Кубинцы также предложили коренным врачам Кирибати пройти обучение. Сообщается, что кубинские врачи значительно улучшили медицинское обслуживание на Кирибати, снизив уровень детской смертности в стране на 80 %. 
По состоянию на сентябрь 2008 года 20 жителей Кирибати изучали медицину на Кубе. Их расходы оплачивала непосредственно Куба. Ожидалось, что к ним присоединится ещё больше человек, поскольку Куба увеличила количество стипендий, предоставляемых студентам-медикам островов Тихого океана. В декабре 2010 года сообщалось, что 33 жителей Кирибати училось или учатся на Кубе, из которых 31 человек изучают медицину.

## Государственные визиты
В сентябре 2008 года президент Кирибати Аноте Тонг встретился в Гаване с президентом Кубы Раулем Кастро, чтобы обсудить «взаимную дружбу и сотрудничество», став первым тихоокеанским лидером, посетившим Кубу с государственным визитом. Аноте Тонг находился в Гаване для участия в многостороннем кубинско-тихоокеанском саммите, участники которого обсудили «укрепление сотрудничества в области здравоохранения, спорта и образования». В ходе саммита Куба пообещала оказать помощь островным странам Тихого океана в борьбе с последствиями изменения климата.
В декабре 2010 года Аноте Тонг совершил свой второй государственный визит на Кубу для проведения официальных переговоров с президентом Кастро. Тонга сопровождали другие члены правительства Кирибати с целью расширить двусторонние отношения за пределами области медицинской помощи. В частности, было подготовлено соглашение о «спортивном сотрудничестве».